# Naturdenkmal Kerbtälchen östlich von Meinkenbracht
Das Naturdenkmal Kerbtälchen östlich von Meinkenbracht mit einer Größe von 1,4 ha liegt bei Meinkenbracht im Stadtgebiet von Sundern (Sauerland). Das Gebiet wurde 1993 mit dem Landschaftsplan Sundern durch den Hochsauerlandkreis als Naturdenkmal (ND) ausgewiesen.